# Straßenbahn Norway–South Paris
| Straßenbahn Norway–South Paris | Straßenbahn Norway–South Paris |
| ------------------------------ | ------------------------------ |
| Spurweite:                     | 1435 mm (Normalspur)           |
|                                |                                |

Die Straßenbahn Norway–South Paris war ein Straßenbahnbetrieb in Maine (Vereinigte Staaten). Am 14. November 1894 wurde die Norway and Paris Street Railway Company gegründet. Sie eröffnete am 1. Juli 1895 eine normalspurige Straßenbahnstrecke zwischen Norway und South Paris. Das 800 Meter lange Stück zwischen dem Bahnübergang und der Endstelle in South Paris konnte erst am 22. August in Betrieb genommen werden, da erst dann die Betriebsgenehmigung für diesen Abschnitt erteilt wurde.
Die insgesamt 3,43 Kilometer lange Strecke folgte der Main Street in South Paris, sowie der Paris Street und Main Street in Norway. Die Endstelle in South Paris befand sich nahe dem Marktplatz in der High Street, die in Norway am Advertiser Square (Main Street / Pleasant Street). Das zweigleisige Depot der Bahn befand sich in Norway an der Nordseite der Main Street nahe der Kreuzung Marston Street. An zwei Stellen befanden sich Gleiskreuzungen mit der Eisenbahn. Die einzige Ausweiche der eingleisigen Strecke befand sich am Messeplatz nahe der Stadtgrenze zwischen Norway und South Paris. Einige Jahre nach Eröffnung der Strecke wurde am Bahnhof South Paris eine zweite Ausweiche gebaut.
Für den normalen Betrieb im 30-Minuten-Takt reichte ein Triebwagen aus, der zwischen den Endstellen pendelte. Lediglich während der Oxford County Fair im Herbst, die jährlich auf dem Messeplatz abgehalten wurde, verkehrten zwei oder drei Wagen.
Bei Eröffnung der Bahn bestand der gesamte Fuhrpark aus zwei geschlossenen und zwei offenen Triebwagen (Nr. 3 und 4 bzw. 5 und 6). Im Spätherbst 1895 kam noch ein Schneepflug ohne eigenen Antrieb hinzu, der durch einen der Triebwagen geschoben wurde. Später erwarb die Bahngesellschaft gebrauchte Triebwagen aus Washington, D.C. Kurz nach Eröffnung der Bahn wurde ein Außenabstellgleis neben der Fahrzeughalle gebaut, das 1914 oder 1915 überdacht wurde. Den Fahrstrom bezog die Bahn aus einem bahneigenen Generator, der in einem gemischten Dampf- und Wasserkraftwerk der Norway Electric Light Company am Pennesseewasee Stream in Norway untergebracht wurde. 1907 kam ein ähnlicher Generator im neugebauten Wasserkraftwerk der Maine Power Company am Little Androscoggin River in South Paris hinzu. 1904 hatte die Bahngesellschaft darüber hinaus den Rechtsnachfolger der Norway Electric Light, die Oxford Light Company, aufgekauft.
Die Bahn wurde am 5. Oktober 1918 stillgelegt und im Sommer des folgenden Jahres abgebaut.